# Ryukyuspathius spinifer
Ryukyuspathius spinifer är en stekelart som beskrevs av Sergey A. Belokobylskij 2008. Ryukyuspathius spinifer ingår i släktet Ryukyuspathius och familjen bracksteklar. Inga underarter finns listade i Catalogue of Life.